# Св. Джозеф (озеро)
Озеро Св. Джозеф (англ. Lake St. Joseph, в перекладі Озеро Святого Йосипа) — озеро на межі округів Кенора та Тандер-Бей, що на заході Північного Онтаріо, в Канаді. П'ятнадцяте за площею в провінції Онтаріо.  Озеро, простягнулося на 85 км в довжину, та 13 км завширшки, займає площу 493 км², з них на острови припадає 34 км². Висота на рівнем моря 371 метрів. Замерзає в листопаді, скресає в травні.

## Риболовля
Для того щоби порибалити на озері необхідно отримувати дозвіл від міністерства Природних ресурсів Онтаріо. В озері водяться: судаки, щука звичайна, окунь жовтий.